# MTV Unplugged (Jay-Z)
MTV Unplugged è un album live del rapper statunitense Jay-Z, pubblicato nel 2001 da Roc-A-Fella Records e Def Jam. Il disco contiene la registrazione dal vivo dell'esibizione del rapper negli studi di MTV insieme ai Roots nel novembre 2001.

## Ricezione
| Recensione           | Giudizio |
| -------------------- | -------- |
| AllMusic             |          |
| Robert Christgau     | ***      |
| Entertainment Weekly | A        |
| RapReviews           |          |
| NME                  |          |
| HipHopDX             |          |
| Rolling Stone        | [ 8 ]    |

L'album raccoglie alcune delle canzoni di maggior successo del rapper esaltate dall'abilità di Questlove e dal talento dei Roots.
Nel giugno 2017 è certificato disco d'oro dalla RIAA in seguito al mezzo milione di copie vendute.

## Tracce
Tracce prodotte da Questlove e The Roots eccetto People Talking, prodotta da Ski.
1. Izzo (H.O.V.A.) – 5:08
2. Takeover – 4:57
3. Girls, Girls, Girls – 4:41
4. Jigga What, Jigga Who – 2:34
5. Big Pimpin' – 4:11
6. Heart of the City (Ain't No Love) – 4:05
7. Can I Get a... – 1:42
8. Hard Knock Life (Ghetto Anthem) – 1:31
9. Ain't No Nigga – 1:02
10. Can't Knock the Hustle/Family Affair (featuring Mary J. Blige) – 6:06
11. Song Cry – 7:04
12. I Just Wanna Love U (Give It 2 Me) (featuring Pharrell) – 6:58
13. Jigga That Nigga/People Talking – 8:22

## Classifiche

### Classifiche settimanali
| Classifica (2002)         | Posizione massima |
| ------------------------- | ----------------- |
| Stati Uniti               | 31                |
| US Top R&B/Hip-Hop Albums | 8                 |

### Classifiche di fine anno
| Classifica (2002)         | Posizione massima |
| ------------------------- | ----------------- |
| Stati Uniti               | 162               |
| US Top R&B/Hip-Hop Albums | 56                |